# Joost de Raad
Josephus (Joost) de Raad (Oegstgeest, 14 december 1933 – Huis ter Heide, 25 januari 2025) was een Nederlands burgemeester. Hij was lid van de Volkspartij voor Vrijheid en Democratie (VVD).
Hij werd geboren als zoon van de architect L.J. de Raad (1899–1971). Na het slagen voor zijn eindexamen Stedelijk Gymnasium in Leiden studeerde hij Nederlands Recht aan de Rijksuniversiteit Leiden. In 1961 ging hij aan de slag bij de provincie Gelderland, waar hij in 1981 eindigde als hoofd van de afdeling Economische Zaken. Vervolgens was hij tot 1988 waarnemend burgemeester van Echteld. Begin 1989 werd hij benoemd tot burgemeester van Abcoude wat hij tot 1995 zou blijven. Naast zijn baan bij de provincie en gedeeltelijk ook nog tijdens zijn burgemeesterschap was hij gedurende bijna twintig jaar docent aan de Bestuursschool Gelderland (later Bestuursacademie Oost Nederland) in de vakken gemeenterecht, bestuurskunde en Nederlands.
Zijn schoonvader S.B.F. Kooiman was van 1919 tot 1957 burgemeester van Hensbroek. Joost de Raad overleed in 2025 op 91-jarige leeftijd.